# Consejo del Pueblo (Turkmenistán)
El Consejo del Pueblo (en idioma turcomano Jalk Maslajaty) es el órgano representativo independiente de Turkmenistán que ejerce la autoridad constitucional suprema.
Entre 2018 y 2023, fue la cámara alta del Consejo Nacional de Turkmenistán.

## Historia
Originalmente fue el máximo organismo representativo de Turkmenistán (artículo 45 de la Constitución de 1992). Fue abolida en la nueva constitución de 2008.
Originalmente, el consejo tenía 2.507 miembros, aunque sólo algunos eran elegidos. Al igual que la Asamblea de Turkmenistán, estaba dirigida por el presidente, que constitucionalmente era el jefe de los poderes legislativo y ejecutivo del gobierno.
La administración de Turkmenistán se basó en halk maslahatys en diferentes niveles. Cada provincia del país tenía su propio halk maslahaty (originalmente de 80 miembros, ahora de 40 miembros), cuyos miembros se eligen directamente en distritos electorales. Su influencia ha sido bastante limitada incluso en el papel y probablemente aún más en la práctica, teniendo en cuenta que Turkmenistán es un estado de partido dominante gobernado principalmente por su presidente. En los niveles administrativos inferiores, también existían los halk maslahaty en los distritos y en las ciudades.
Este órgano a nivel nacional fue abolido cuando el presidente Gurbanguly Berdimuhamedow introdujo una nueva constitución en 2008, y sus poderes fueron devueltos a la Asamblea y al presidente. En octubre de 2017, sin embargo, el presidente Gurbanguly Berdymukhammedov reorganizó el Consejo de Ancianos en un nuevo Consejo Popular.
En septiembre de 2020, el Parlamento de Turkmenistán adoptó una enmienda constitucional que crea una cámara alta y, por lo tanto, hace que el Parlamento sea bicameral. El Consejo Popular se convirtió en la cámara alta. Consta de 56 miembros, 48 de los cuales son elegidos indirectamente (es decir, por electores, no por votación popular) y 8 de los cuales son designados por el presidente. Junto con el parlamento unicameral anterior, el Mejlis de 125 escaños , como cámara baja, el Parlamento ahora se llama Consejo Nacional (en turcomano: Milli Geňeş). La elección a la cámara alta se llevó a cabo el 28 de marzo de 2021.
En 2022, el Consejo Nacional fue renombrado a Consejo de Gobierno (en turcomano: Döwlet Maslahaty). En 2023, en una sesión conjunta entre ambas cámaras del parlamento, se propuso la abolición de la cámara alta y reformarlo en un órgano representativo independiente. Tal propuesta fue aprobada en una sesión conjunta el 21 de enero del 2023.